# Dante no es únicamente severo
Dante no es únicamente severo es una película dramática estrenada en 1967 dirigida y escrita por Jacinto Esteva  y Joaquim Jordà. La película es considerada como la obra-manifiesto de la Escuela de Barcelona, movimiento surgido en la década del 60 en España en respuesta a la Nouvelle vague Francesa.

## Trama
Un romance fallido en un prólogo, nueve episodios y un epílogo.

## Reparto
- Serena Vergano
- Enrique Irazoqui
- Luis Ciges